# Cardère velue
Dipsacus pilosus
Pour les articles homonymes, voir Cardère.
Espèce
Classification phylogénétique
La Cardère velue ou Cardère poilue (Dipsacus pilosus) est une espèce de plante herbacée de la famille des Dipsacaceae. Elle est aussi appelée « Verge à pasteur ».

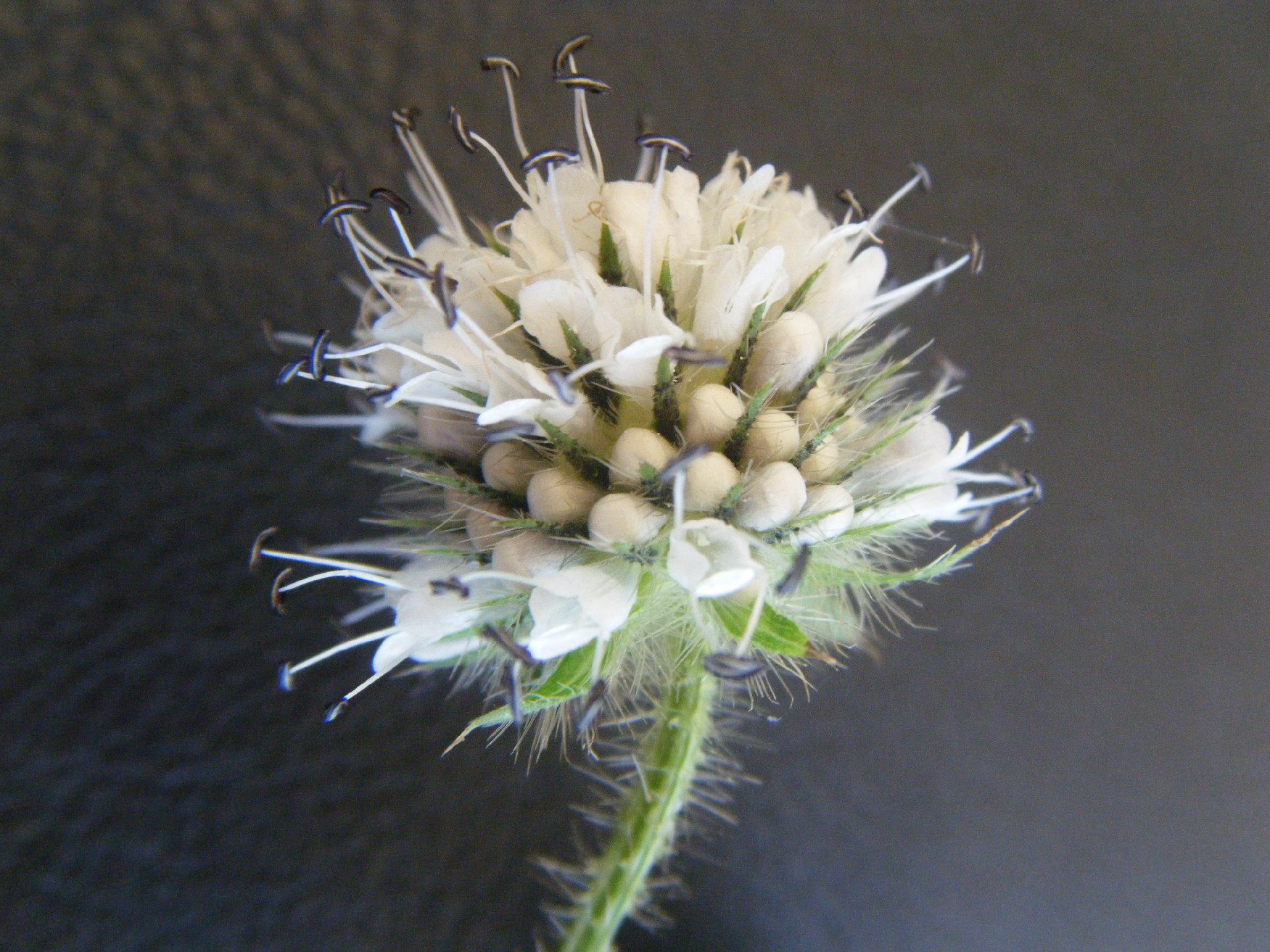
Fleur (avec soies bien visibles)

## Description
Son feuillage est en rosette la première année, à tige fleurie l'année suivante. Les feuilles sont alors poilues, courtement pétiolées, généralement divisées en 3 segments inégaux, plus ou moins dentés, les latéraux petits en forme d'oreillettes. La tige est rigide, haute de 70 à 150 cm, pourvue d'aiguillons plus ou moins piquants, parsemée de soies et généralement rameuse.
Ses fleurs sont blanches, en capitules subsphériques longs de 1,5-2,5 cm, à corolle en tube (5 à 7 mm) terminé par quatre lobes courts à quatre étamines saillantes. Elle fleurit de juin à septembre.

## Habitats
Elle croît en lieux souvent humides : forêts ouvertes, haies, bords de rivière, bords des chemins, décombres.